# Лианет Борего
Лианет Борего Хименес (на испански: Liannet Borrego Jimenez) е кубинска актриса, модел и балерина. Известна е с ролята на Милейди Маргарита в теленовелата „Призракът на Елена“.

## Биография
Родена е на 28 януари, 1988 г. в Хавана, Куба. Дъщеря е на Антонио Борего и Марта Хименес. На 5-годишна възраст танцува балет и фламенко. Започва като модел, но сред това се занимава с актьорство. През 2002 г. семейството ѝ се премества в Маями, Флорида. През 2003 г. печели титлата „Мис Куба“. Изявява се и като водеща.

## Филмография
- Забранена страст (Pasion prohibida) (2013) – Катя
- Сърцето ми настоява (Mi corazon insiste) (2011) – Вероника
- Камериерка в Манхатън (Una maid de Manhattan) (2011/12) – Силвия
- Призракът на Елена (El fantasma de Elena) (2010) – Милейди Маргарита
- Грешница (Pecadora) (2009/10) – Рейна
- Купена любов (Amor comprado) (2007/08) – Вероника
- Заложница на съдбата (Acorralada) (2007) – Нанси
- Моят живот - това си ти (Mi vida eres tu) (2006) – Пилар Рейес
- Мечтите са безплатни (Sonar no cuesta nada) (2005) – Марлене